# サザン・コンフォート (ザ・クルセイダーズのアルバム)
サザン・コンフォート （Southern Comfort）は、ザ・クルセイダーズが1974年にリリースした、アルバム。

## 収録曲
1. ストンプ・アンド・バック・ダンス "Stomp And Buck Dance " – 5:48 (ヘンダーソン)
2. 脂だらけのスプーン "Greasy Spoon" – 3:08 (フーパー)
3. ソウル･シップに乗って "Get On The Soul Ship (It's Sailing)"  – 3:21 (サンプル)
4. スーパー・スタッフ "Super-Stuff" – 2:42 (ヘンダーソン)
5. ダブル・バブル "Double Bubble" – 2:43 (サンプル)
6. ウエルズ・ゴーン・ドライ "The Well's Gone Dry" – 4:45 (カールトン)
7. サザン・コンフォート "Southern Comfort" – 3:07 (ヘンダーソン)
8. タイム・ボム "Time Bomb" – 6:39 (サンプル)
9. ホエン・ゼアズ・ラブ・アラウンド "When There's Love Around" – 5:26 (フーパー)
10. ナイルの百合 "Lilies Of The Nile" – 9:32 (フェルダー)
11. ウィスパリング・パインズ "Whispering Pines" – 8:54 (ヘンダーソン)
12. ア･バラード･フォー･ジョー "A Ballad For Joe (Louis) " – 7:30 (サンプル)

## 参加ミュージシャン
- ウェイン・ヘンダーソン - トロンボーン
- ジョー・サンプル - キーボード
- ウィルトン・フェルダー -  サックス、ベース
- スティックス・フーパー - ドラムス
- ラリー・カールトン - ギター